# Siphonognathus beddomei
Siphonognathus beddomei är en fiskart som först beskrevs av Johnston, 1885.  Siphonognathus beddomei ingår i släktet Siphonognathus och familjen Odacidae. IUCN kategoriserar arten globalt som livskraftig. Inga underarter finns listade i Catalogue of Life.